# Test de Breusch-Pagan
En estadística, el test de Breusch-Pagan se utiliza para determinar la heterocedasticidad en un modelo de regresión lineal. Analiza si la varianza estimada de los residuos de una regresión dependen de los valores de las variables independientes. 
Supongamos que estimamos el siguiente modelo:
{\displaystyle y=\beta _{0}+\beta _{1}x+u,\,}
y obtenemos un conjunto de valores para {\displaystyle {\hat {u}}}, los residuos. Con las restricciones de los Mínimos Cuadrados Ordinarios la media es 0, de modo que dada la suposición de que la varianza no depende de las variables independientes, la estimación de la varianza se puede obtener a partir de la media de los valores al cuadrado. Si la suposición no fuera correcta, podría ocurrir que la varianza estuviera relacionada linealmente con las variables independientes. Ese modelo se puede examinar haciendo una regresión de los residuos al cuadrado respecto de las variables independientes, empleando una ecuación de la forma:
{\displaystyle {\hat {u}}^{2}=\gamma _{0}+\gamma _{1}x+v.\,}
Esta es la base del test. Si el test-F confirma que las variables independientes son significativas, entonces se puede rechazar la hipótesis nula de homocedasticidad.
- Datos: Q1961273